# Delabole
Delabole est une paroisse civile et un village des Cornouailles, en Angleterre.